# بوروسيا دورتموند موسم 2011–12
كان موسم 2011–12 هو الموسم الـ101 (والعام الـ102 بشكل عام) لبوروسيا دورتموند في تاريخ نادي كرة القدم والموسم الـ36 على التوالي والخامس والأربعين بشكل عام في دوري الدرجة الأولى الألماني لكرة القدم، البوندسليغا، بعد أن صعد من الدرجة الثانية.الدوري الألماني في عام 1976. وانتهت المباراة بفوز دورتموند بلقبي الدوري والكأس بينما حل بايرن ميونخ وصيفًا.